# 肠衣
肠衣是包裹在肉腸馅料外面的材料，是肉腸的最外層。天然肠衣由动物（猪、绵羊、山羊、牛、马）的黏膜下層制成。20世纪初，人造肠衣面世。人造肠衣由膠原蛋白和纤维素制成。 
屠宰场在屠宰動物的过程中，先将未清洗的動物腸子从动物身上取出。随后对其进行清洗，然後再將清洗后的腸子装入塑料桶中，然後再用盐水腌制保存，之後屠宰场再将腸子出售给其他公司加工。